# حفل توزيع جوائز الأكاديمية الإفريقية للأفلام الرابع عشر
حفل توزيع جوائز الأكاديمية الأفريقية للأفلام الرابع عشر (بالإنجليزية: 14th Africa Movie Academy Awards) كان حفل توزيع جوائز الأكاديمية الأفريقية للأفلام الخاص بسنة 2018، وقد نُظم الحفل يوم 20 أكتوبر 2018 في كيغالي عاصمة رواندا.

## الجوائز
الأسماء الفائزة وُضعت أولا وبخط غليظ.
| أفضل فيلم | أفضل مُخرج |
| --- | --- |
| - خمسة أصابع لأجل مارسيليا - جنوب أفريقيا - إيسوكن - نيجيريا - في بلدي - نيجيريا - السعداء - الجزائر - ملتقى الطرق - نيجيريا - الطريق إلى شروق الشمس - مالاوي - سيمبامبا - جنوب أفريقيا - فندق يسمى الذاكرة - نيجيريا - سايدشيك غانغ - غانا - المقهى المفقود - نيجيريا          | - فرانك راجا آراس - في بلدي - جايد أوسيبرو - إيسوكن - مايكل ماثيوز - خمسة أصابع لأجل مارسيليا - صوفيا جاما - السعداء - أولاسي سيووكو - ملتقى الطرق - شيمو جويا - الطريق إلى شروق الشمس - داريل رودت - سيمبامبا - أكين أوموتوسو - فندق يسمى الذاكرة - بيتر كوفي سيدوفيا - عصابة سيدشيك - Kenneth Gyang - المقهى المفقود |
| أفضل ممثل في دور رئيسي | أفضل ممثلة في دور رئيسي |
| - ريتشارد موفي داميجو - ملتقى الطرق - فويو دابولا - خمسة أصابع لأجل مارسيليا - سام ديدي - في بلدي - سامي بوعجيله - السعداء - أوه. سي. أوكيجي - بوتاتو بوتاتو - كريس أتوه - إسوهي - أوروس مامبوفو - عروض محظوظة - فرانك دونغا - هاكوندي                                          | - داكور إغبيسون أكاندي - إيسوكن - كيت هينشاو - روتي - رين سوارت - سيمبامبا - أوكاوا شازناي - في بلدي - نانا آما ماكبراون وليديا فورسون وسيكا أوسي - سايدشيك غانغ - مريم فيري – الطريق نحو شروق الشمس - تاندي ألاديسي – المقهى المفقود - جوسلين دوماس – بوتاتو بوتاتو                                                   |
| أفضل ممثل في دور مساعد | أفضل ممثلة في دور مساعد |
| - غيديون أوكيكي – ملتقى الطرق - سيون أجايي – أوجوكوكورو - ليونيل نيوتن – بوب لاك آند رول - أكا ناني – شبح جزيرة الموز - ريتشارد لوكونكو – عروض محظوظة | - دجوك سيلفا – بوتاتو بوتاهتو - سيكا أوسي – في النسق - سيفناثي مابويا – عروض محظوظة - رحمة ساداو – هاكوندي - تويين أبراهام - إسوهي |
| أفضل تصميم أزياء | أفضل مكياج |
| - إيسوكن - إيشيكي أوكو - ملتقى الطرق - إسوهي - خمسة أصابع لأجل مارسيليا | - إيشيكي أوكو - سيمبامبا - خمسة أصابع لأجل مارسيليا - إسوهي - الطريق نحو شروق الشمس |
| أفضل تصوير سينمائي | أفضل تصميم إنتاج |
| - خمسة أصابع لأجل مارسيليا - الطريق نحو شروق الشمس - المقهى المفقود - السعداء - سيمبامبا | - خمسة أصابع لأجل مارسيليا - نهر كادا - تاتو - في بلدي - ملتقى الطرق |
| أفضل مونتاج | أفضل سيناريو |
| - فندق يسمى الذاكرة - بوب لاك آند رول - ما دمنا نحيا – بوركينا فاصو/السويد - عروض محظوظة - السعداء | - هاكوندي - المرأة - بوتاتو بوتاتو - أوجوكوكورو - خمسة أصابع لأجل مارسيليا - المقهى المفقود |
| أفضل فيلم في لغة أفريقية | أفضل فيلم نيجيري |
| - خمسة أصابع لأجل مارسيليا – جنوب أفريقيا - منصور – نيجيريا - إيشيكي أوكو – نيجيريا - أغوايتيتي أوبوتو – نيجيريا - نياسالاند – مالاوي - تونو – تنزانيا | - إيسوكن - ملتقى الطرق - في بلدي - فندق يسمى الذاكرة - أوجوكوكورو - المقهى المفقود - إيشيكي أوكو |
| أفضل فيلم قصير | أفضل فيلم رسوم متحركة |
| - Tikitat Soulima – المغرب - دم دم – السنغال/بلجيكا - زنيث – الكاميرون/الولايات المتحدة - تمطر في أوغا – بوركينا فاصو - في الظلال – كينيا - معطف الضرر – نيجيريا - لطيف جد لطيف – الجزائر - رؤى – نيجيريا - فالو – السنغال - مازالت المياه تجري بعمق – نيجيريا/الولايات المتحدة | - بيلي فلوب – جنوب أفريقيا - صورة جماعية – نيجيريا - بدون عنوان – غانا - حطام – نيجيريا |
| أفضل فيلم وثائقي | أفضل فيلم مخرجه من خارج القارة |
| - مستقبل غير مؤكد – بوروندي - أكبر من أفريقيا – نيجيريا/الولايات المتحدة - ويني – جنوب أفريقيا - الملاكمة في ليبروفيل – الغابون - سيلاس – جنوب أفريقيا/كينيا - عندما لا يأتي الأطفال – جنوب أفريقيا - جئنا في عربات سبرينت – جنوب أفريقيا                                       | - ألكسندرا – نيجيريا/الولايات المتحدة - الوزير – نيجيريا/إيطاليا - حياة قصيرة وآمال عالية – نيجيريا/النمسا |
| أفضل فيلم قصير بالنسبة للشتات | أفضل فيلم وثائقي بالنسبة للشتات |
| - عذاب الحب - غوادالوب - خطوات طفل – الولايات المتحدة - اعتراض - الولايات المتحدة | - آل بارو: مقاتلو الحرية - باربادوس - Evolutionary Blues: West Oakland's Music Legacy - الولايات المتحدة - سامي ديفيس جونيور – I Gotta Be Me - الولايات المتحدة |
| أفضل فيلم طويل بالنسبة للشتات | أفضل موسيقى تصويرية |
| - أنجيليكا - بورتو ريكو - لوف جايكد - كندا - ولادة أمة - الولايات المتحدة - تشارلي: الحياة الجميلة - الولايات المتحدة | - فندق يسمى الذاكرة - الطريق نحو شروق الشمس - تاتو - إيسوكن - سيمبامبا |
| أفضل مؤثرات بصرية | أفضل صوت |
| - عروض محظوظة - سيمبامبا - إيشيكي أوكو - إسوهي - نهر كادا | - فندق يسمى الذاكرة - المقهى المفقود - الطريق نحو شروق الشمس - بوب لاك آند رول - عصابة سيديشيك |
| أفضل مُمثل واعد | أفضل بداية إخراجية |
| - أمين الأنصاري – السعداء - باتريك ديبوا – شبح جزيرة الموز - أوستن إنابوليلي – في بلدي - سيندي سانيو – بيلا - موريس بايج – بوب لاك آند رول - نيكول أوزيوما بانا – إيشيكي أوكو - .زينب بلغون – سيلفيا                                                                            | - خمسة أصابع لأجل مارسيليا- مايكل ماثيوز – جنوب أفريقيا - قصص أمهاتي – فلورا سويا - مالاوي - أوغوتيتي أوبيتو – أونيكا نويلي – نيجيريا - إيسوكن – جاديسولا أوسيبرو - نيجيريا - 18 ساعة – نجو كيفن – كينيا - شبح جزيرة الموز – بيبي ساسور - نيجيريا - السعداء – صوفيا جاما – الجزائر                                     |

## أكثر الأفلام حصولا على الترشيحات
| الفيلم                   | عدد الترشيحات التي حصل عليها |
| ------------------------ | ---------------------------- |
| خمسة أصابع لأجل مارسيليا | 10                           |
| إيسوكن                   | 7                            |
| ملتقى الطرق              | 7                            |
| في بلدي                  | 7                            |
| السعداء                  | 7                            |
| سيمبامبا                 | 7                            |
| المقهى المفقود           | 7                            |
| فندق يسمى الذاكرة        | 6                            |